# F.T.Prim
F.T.Prim je česká hudební skupina z Brna. Vznikla na konci roku 1988 ze dvou brněnských skupin Flažolet a Tuláci. Za dobu svojí existence vydala 6 profilových alb, dvakrát vyhrála celostátní Portu a získala přední ocenění v mnoha hudebních soutěžích. Její písničky lze najít na mnoha výběrech folkové hudby.

## Diskografie

### Studiová alba
- Rosa Coeli (1994)
- Stříbrný klíč (1995)
- Větrná růže (1997)
- Rosa Coeli (reedice) (2001)
- Woodcraft (2011)
- Střípky příběhů (2013)
- Labyrint (2018)
- Střípky příběhů (speciální edice) (2019)
- Za nosem (2024) (jen Aleš Bojanovský)

### Kompilační alba
- Porta (1990)
- Blázny živí Bůh (1995)
- Soukromý vítr aneb Folk na zámku (1995)
- Černý racek aneb Vzpomínka na kamaráda (1996)
- Setkání na Kančí louce 2 (1996)
- Slezina pod Špilberkem (1997)
- Folková šalina (1998)
- Rendezvous (1999)
- Volání táborového ohně (2001)
- Nélepčí zonky v hantecu (2012)
- Nekončící cesta – písně Wabiho Ryvoly (2013)
- Návrat na kančí louku (2014)
- Amerika (film) (2015)
- Porta 50 let (2016)
- Óda na Tišnovský betlém (2018)

## Členové

### Současní členové
- Aleš Bojanovský – kytara, zpěv (1988 – souč.)
- Jan Žáček – kytara, zpěv (1991 – souč.)
- Pavel Plch – perkuse, bicí, conga, bonga, cajon, zpěv (1991 – 2000 / 2004 – souč.)
- Jiří Jetelina – basová kytara (1990 – souč.)
- Lenka Sýkorová – perkuse, zpěv (1991 – 1995 / 2004 – souč.)
- Ondřej Bojanovský – elektrická kytara, perkuse, cajon, conga, bonga, bicí (2010 – souč.)

### Hosté
- Ondřej Strouhal – klávesové nástroje (2013 – souč.)

### Bývalí členové
- Petr Fabšič – kytara, zpěv (1988 – 1990)
- Dita Urbanová – perkuse, zpěv (1988 – 1991)
- Jiří Stejkora – kontrabas (1988 – 1990)
- Jiří Obr (+2018) – conga, perkuse, foukací harmonika, zpěv (1990 – 1991)
- Sabina Obrová – perkuse, zpěv (1990 – 1991)
- Tomáš Pavelek – kytara, zpěv (1990 – 1991)
- Karla Němcová – perkuse, zpěv (1991 – 1992)
- Růžena Kotolová – perkuse, zpěv (1994 – 1996)
- Vendula Nahálková – perkuse, zpěv (1996 – 2000)
- Martin Němčanský – kytara, zpěv (2000 – 2002)
- Petra Stejkorová – perkuse, zpěv (2000 – 2002)
- Jiří Vosmek – bicí, perkuse, conga, bonga (2000 – 2002)